# 罗马什金油田
罗马什金油田位于俄罗斯鞑靼斯坦共和国，储量在150亿桶左右，近年来产量下降。該油礦發現於1948年，是窩瓦河到烏拉河間最大的油田。該油田由Tatneft營運。